# 美國刑法評論
美國刑法評論（The American Criminal Law Review (ACLR)）是由喬治城大學法律中心所出版的一份學生編輯的學術期刊。美國刑法評論屬於評論美國刑法及白領犯罪等之範疇的期刊。

## 概述
美國刑法評論的內容結合專題討論會、文章及註說等之項目。本期刊是法院引用最多的刑法學期刊，2005年至2012年共有57個案例被引用（在美國的法律評論類的期刊中排名第38位），也是排名第2的被其它法律評論文章引用次數最多的刑法學期刊，從2005年到2012年，引用次數為1,217次。

## 外部連結
- American Criminal Law Review （页面存档备份，存于）

template:Georgetown University